# Boston (альбом)
Boston — дебютный студийный альбом американской рок-группы Boston, выпущенный на лейбле Epic Records 25 августа 1976 года. Лонгплей был спродюсирован Джоном Бойланом и лидером коллектива Томом Шольцем. В детстве Шольц изучал классическое фортепиано, а в конце 1960-х стал видным участником бостонской музыкальной сцены. В начале 1970-х он начал записывать материал в подвале своего дома вместе с вокалистом Брэдом Делпом. В 1975 году, после долгой череды отказов от других крупных звукозаписывающих фирм, они подписали контракт с лейблом Epic Records.
Изначально руководство лейбла планировало произвести запись пластинки в Лос-Анджелесе со своим продюсером, однако Шольц был намерен работать над альбомом у себя дома, поэтому он нанял Бойлана, чтобы тот всячески препятствовал вмешательству со стороны Epic Records. Благодаря уловке Шольца представители лейбла думали, что группа записывается на Западном побережье, в то время как работа над бо́льшей частью материала проходила в подвале его дома в Массачусетсе.
Альбом полностью копирует материал с демонстрационной ленты, которая была отправлена Шольцем лейблу перед заключением контракта, и содержит песни, написанные и сочинённые за много лет до этого. Стиль пластинки, часто называемый «бостонским саундом», был сформирован благодаря любви Шольца к классической музыке, мелодичным хукам и «гитарным» хард-роковым группам вроде The Kinks и The Yardbirds, а также ряду аналоговых электронных эффектов, разработанных гитаристом в его домашней студии. Позже он основал фирму Scholz Research & Development, Inc., выставив на поток многие из своих изобретений, которые использовал при сочинении альбома.
Альбом был выпущен лейблом Epic Records 25 августа 1976 года и был крайне коммерчески успешен, побив несколько рекордов продаж того времени, — в частности, став самым продаваемым дебютным альбомом в США и выиграв премию RIAA Century Award как самый продаваемый дебютный альбом. В поддержку пластинки было выпущено несколько синглов, которые, в первую очередь «More Than a Feeling» и «Long Time», стали хитами на радиостанциях. Помимо этого, весь альбом в целом был крайне популярен на классическом рок-радио. Лонгплей считается вехой в рок-музыке 1970-х годов и включён во многие списки величайших альбомов в истории музыки. Только в Соединённых Штатах было продано 17 миллионов его копий, а общемировые продажи превышают 25 миллионов экземпляров.

## Предыстория
В конце 1960-х Том Шольц поступил в Массачусетский технологический институт, где впервые начал сочинять музыку. После получения степени магистра он устроился на работу в корпорацию Polaroid в качестве инженера. В то же время по ночам Шольц играл на клавишных в местных любительских группах, выступая с ними в барах и клубах, где познакомился с барабанщиком Джимом Масдеа. Два друга, разделявшие концепцию идеальной рок-группы «с кристально чистым вокалом и зубодробительными гитарами», первоначально рассматривали своё увлечение музыкой лишь в качестве внерабочего хобби. Несмотря на это, дуэт оборудовал небольшую студию неподалёку от Уотертауна, чтобы записывать свои идеи на плёнку. Шольц мог музицировать часами напролёт, часто перезаписывая, стирая и выбрасывая кассеты в попытке создать «идеальную песню». Позже оба музыканта присоединились к группе Mother’s Milk, где уже играл гитарист Барри Гудро, стремившейся прославиться на бостонской музыкальной сцене. Шольц быстро прошёл путь от клавишника до ведущего автора песен, а группа сменила десяток вокалистов, прежде чем прослушивание прошёл Брэд Делп — бывший рабочий компании по производству электрокатушек, который проводил большую часть свободного времени, выступая в кавер-группах. Впервые он услышал эту троицу в Ревир-Бич, где они выступали в клубе Jojo’s. Делп был впечатлён их демозаписями и застолбил за собой место фронтмена после исполнения песни Джо Уолша «Rocky Mountain Way». Mother’s Milk стала ранней версией Boston с Гудро на соло-гитаре.
К 1973 году у группы была готова демозапись из шести песен, и Шольц вместе со своей женой Синди разослал её копии во все звукозаписывающие компании, адреса которых смог найти. Кассета содержала песни «More Than a Feeling», «Peace of Mind», «Rock & Roll Band», «Something About You», «Hitch a Ride» (под другим названием), а также «Don’t Be Fear» (которая в итоге будет выпущена на второй пластинке Boston — Don’t Look Back). Группа получила телеграммы с отказом от большинства лейблов, в том числе RCA, Capitol, Atlantic и Elektra. Epic также забраковала запись в «очень оскорбительном письме», подписанном главой компании Ленни Петце, который высказал мнение, что группа «не предлагает ничего нового». Демо-кассета содержала черновые варианты будущих песен, впоследствии выпущенных в дебютном альбоме Boston. Мечта о музыкальной славе Делпа была подорвана отказом, который вскоре после этого ушёл из группы, потому что у него «банально закончились деньги».
К 1975 году Шольц покончил с клубной сценой, сосредоточившись исключительно на демонстрационных лентах, которые он записывал в подвале своего дома. Шольц арендовал дом и тратил большую часть своих средств на звукозаписывающее оборудование. В какой-то момент он потратил деньги, которые скопил для первоначального взноса на ипотеку, на покупку восьмидорожечного магнитофона фирмы Scully. После этого Шольц позвонил Делпу, чтобы тот записал вокал для его материала, отметив: «Если ты действительно не можешь себе позволить присоединиться к группе или уже не хочешь, может быть, тебе будет интересно просто спуститься в студию и спеть для меня в некоторых из этих песен». Шольц отдал демозапись Mother’s Milk коллеге по Polaroid, чей двоюродный брат работал в ABC (которая ранее подписала контракт с одной из любимых групп Шольца, James Gang). Однако тот забыл отправить кассету по почте, и она пролежала в его столе несколько месяцев, пока Columbia не начала налаживать контакт с Шольцем, после чего он отправил её в ABC.
Чарльз Маккензи, представитель ABC Records в Новой Англии, впервые услышал запись группы в офисе своего коллеги. Он позвонил Полу Ахерну, независимому промоутеру из Калифорнии, с которым ранее заключил джентльменское соглашение: если кто-то из них услышит что-то интересное, то сообщит об этом другому. Ахерн контактировал с Петце в Epic и сообщил ему об интересном коллективе, хотя Петце ранее уже передавали оригинальные демозаписи Mother’s Milk. Epic связались с Шольцем и предложили контракт, по которому группа сначала должна была выступить на презентации для представителей CBS Records, поскольку лейбл подозревал, что «группа» на самом деле была «безумным гением, работающим в подвале». К этому времени Масдеа начал терять интерес к проекту, и Шольц позвал Гудро и двух других исполнителей, уже участвовавших в ранних демозаписях, — басиста Фрэна Шихэна и барабанщика Дэйва Карриера, — чтобы доукомплектовать состав.
В ноябре 1975 года музыканты выступали для CBS на одном из бостонских складов, который одновременно являлся репетиционной точкой группы Aerosmith. Месяц спустя Mother’s Milk заключили контракт с лейблом, согласно которому они должны были записать 10 альбомов за 6 лет. Карриер уволился ещё до того, как узнал, что группа прошла прослушивание, и Шольц нанял на его место барабанщика Сиба Хашиана. Epic подписали соглашение с NABET, профсоюзом, представляющим интересы инженеров-электриков и техников вещания, в котором оговаривалось, что любая запись, сделанная за пределами студии, принадлежащей фирме Columbia, но в радиусе 250 миль от одной из её студий, требует присутствия оплачиваемого профсоюзного звукоинженера. Таким образом, лейбл подталкивал музыкальный коллектив отправиться в Лос-Анджелес и перезаписать свои песни с новым продюсером. Шольц был недоволен тем, что не сможет управлять процессом, и поэтому решил подключить к проекту Джона Бойлана, который был знаком с одним из друзей Ахерна. Задача Бойлана состояла в том, чтобы «вмешиваться в дела лейбла и поддерживать его спокойствие», помимо этого именно он подал музыкантам ключевую идею — сменить своё название на Boston.

## Запись и продюсирование
«На самом деле мы не сказали им [лейблу], что занимаемся переносом демозаписи. То, чего они не знают, не может причинить им вреда. Мы сказали, что работаем над альбомом вместе с Бойланом, и это была сущая правда – ещё, что у Тома были кое-какие дела дома. Многие группы подписывали контракт и к ним приставляли продюсера, а потом, вдруг, они превращались в продюсерский проект. Не успеешь глазом моргнуть, как альбом становился совершенно не похожим на то, что ты делал изначально. Нам очень повезло, что с нами этого не произошло. У Бойлана хватило ума понять, что Том хорошо разбирается в студийной работе. Мы показали лейблу уже готовую запись, и они решили: „Чёрт возьми, а эти парни работают шустро!“».
Основная часть альбома была записана в домашней студии Шольца Foxglove в Уотертауне, попутно «пуская пыль в глаза мозговому тресту CBS». Руководство Epic хотело получить студийную версию, которая звучала бы идентично оригинальной демо-кассете, однако Шольц решил, что не сможет работать в продюсерской студии, приноровившись к домашней обстановке за эти годы, заявив: «Я работаю в одиночку, и точка». Он взял отпуск в Polaroid на несколько месяцев, чтобы полностью посвятить себя созданию пластинки. «Я просыпался каждый день, спускался вниз и начинал играть», — вспоминал музыкант. Шольца раздражало воспроизведение песенных отрывков, поскольку он был вынужден использовать то же оборудование, что и на демозаписи. Студия, расположенная в небогатом районе на Скул-стрит, описывалась Шольцем как «крошечное маленькое помещение рядом с отопительным котлом, расположенное в ужасном, обшитом сосновой вагонкой подвале моего многоквартирного дома. Периодически его ещё и затапливало Бог знает чем». В углу комнаты, рядом с ударной установкой, стоял орган Хаммонда и динамик Лесли; всякий раз, когда наступало время записывать органные партии, музыканты разбирали барабаны и доставали динамик. По мнению Бойлана, несмотря на то что гитары Шольца «звучали потрясающе», сам Шольц абсолютно не понимал, как правильно записывать акустические инструменты, поэтому продюсер пригласил звукорежиссёра Пола Группа, чтобы тот обучил его правильной технике расстановки микрофонов.
Участие в работе самого Бойлана было сосредоточено на записи вокала и микшировании материала, также он перевёз остальную часть группы на Западное побережье, где они записали песню «Let Me Take You Home Tonight». «Это была уловка», — вспоминал Шольц, записавший бо́льшую часть альбома дома в Уотертауне без ведома CBS. Пока Бойлан договаривался с фирмой Taylor об изготовлении для Делпа акустической гитары за несколько тысяч долларов в счёт бюджета пластинки, Шольц записал такие треки, как «More Than a Feeling», на акустической гитаре Yamaha стоимостью 100 долларов. Той весной Бойлан вернулся в Уотертаун, чтобы послушать записанный материал, на котором Шольц переделал ударные, а также другие перкусионные и клавишные партии. Затем он взял напрокат грузовик в Провиденсе, штат Род-Айленд, чтобы привезти к дому Шольца 24-дорожечный магнитофон 3M-79 и перенести на него готовые треки для производства мастер-ленты, перекинув провода в подвал через окно. Вся запись была завершена в подвале, за исключением вокала Делпа, который был записан в студии Capitol с Уорреном Дьюи, занимавшимся наложениями. Все вокальные партии имели эффект дабл-трекинга, за исключением ведущей, и были записаны Делпом в кратчайшие сроки. Когда Шольц отправился в Лос-Анджелес, чтобы начать микширование пластинки, он сильно переживал, так как боялся, что профессиональные звукоинженеры сочтут его «деревенщиной, работающим в подвале». Однако вместо этого музыкант отметил для себя, что их навыки устарели и им не хватало знаний, которые имелись у него. «Эти люди были настолько поглощены тем, насколько они крутые и как важно иметь всё это дорогостоящее дерьмо, что не видели дальше собственного носа», — вспоминал он позднее. На стадии микширования между Бойланом и автократичным Шольцем произошла единственная ссора за всё время их совместной работы. Так как Шольц занимался сведением гитарных треков (Бойлан — ударных, Дьюи — вокала, а Стив Ходж помогал всем вышеперечисленным), временами он слишком увлекался и выводил в миксе гитары на передней план, из-за чего вокал порой было тяжело разобрать.
Вся эта процедура с запутыванием лейбла впоследствии описывалась как «одна из самых хитроумных корпоративных афер в истории музыкального бизнеса». За исключением «Let Me Take You Home Tonight», альбом представлял собой виртуальную копию оригинальной демонстрационной ленты. Альбом был записан за несколько тысяч долларов — ничтожная сумма для индустрии, привыкшей тратить сотни тысяч на одну запись.

## Музыка
Большинство песен альбома было написано за много лет до его записи. Автором всего материала выступил Том Шольц (за исключением «Let Me Take You Home Tonight», сочинённой Делпом), помимо этого он сыграл практически на всех музыкальных инструментах, а также самостоятельно записал и спродюсировал весь материал. «Бостонский саунд» (англ. Boston sound), как впоследствии окрестили звучание пластинки, сочетает в себе «большие, гигантские мелодические хуки» с «очень тяжёлыми гитарными партиями, навеянными классической музыкой». Идея красивых вокальных гармоний была вдохновлена творчеством группы The Left Banke, в свою очередь на гитарный аспект альбома повлияло звучание таких ансамблей, как The Kinks, The Yardbirds и Blue Cheer. Ещё одним характерным элементом «бостонского саунда» с точки зрения продюсирования является баланс между акустическими и электрическими гитарами. Этот аспект был навеян любовью Шольца к классической музыке, которую он часто слушал в детстве, отмечая, что «базовая концепция» настройки слушателя на изменения, которые происходят в мелодии, оттачивалась в течение сотен лет в классических композициях. В песнях альбома также используются многослойные гармонизированные гитарные соло и мелодические украшения в стиле музыки эпохи барокко, известные как морденты.
«More Than a Feeling» — ода мечтательности — содержит гитарное соло, напоминающее инструментальную композицию «Telstar» (1962) британской группы The Tornados. Источником вдохновения для её текста послужил школьный любовный роман Шольца. В те годы была чрезвычайно популярна композиция «Walk Away Renée» группы The Left Banke, она вызывала у Шольца чувство тоски по своей возлюбленной. «More Than a Feeling» непреднамеренно включает в себя аккордовую последовательность из этой песни — после строчки «I see my Mary Ann walking away». Шольц изначально считал «More Than a Feeling» лучшим кандидатом на роль ведущего сингла пластинки, но постепенно стал сомневаться в своей идее, из-за чего даже впал в депрессию. Однако Ахерну очень понравился этот трек, и он был уверен, что сингл получит максимальную ротацию в радиоэфире. Песня «Peace of Mind» была посвящена начальству Шольца в Polaroid и впервые записана осенью 1974 года. «Foreplay», длинная интерлюдия к «Long Time», была сочинена ещё раньше — в 1972 году. «Rock & Roll Band» — трек, который восходит к демозаписи группы Mother’s Milk, был вдохновлён опытом выступлений Масдеа в различных барных группах и был написан в виде «чистейшей импровизации». В альбомную версию были включены ударные, записанные Масдеа для демонстрационной ленты. Композиция «Smokin’» была сочинена и записана в 1973 году и первоначально называлась «Shakin’». Оригинальным названием «Hitch a Ride» было «San Francisco Day», а её повествование начиналось в Нью-Йорке, после чего её герой планировал отправиться автостопом «на другую сторону [страны]». Этот трек стал первым опытом Делпа в качестве вокалиста ансамбля Шольца, перезаписанный им после ухода оригинального вокалиста Mother's Milk. Чтобы создать особый эффект для органного соло в мелодии песни, Шольц замедлил пальцем одну из катушек магнитофона. Песня «Something About You», изначально называвшаяся «Life Isn't Easy», была написана примерно в 1975 году и попала в демозапись последней. Она фигурирует в альбоме в качестве предпоследнего трека.
Научно-фантастическая тематика обложки, ставшая визитной карточкой группы, была придумана Шольцом: «Идеей обложки был побег; мне в голову пришла мысль о „космическом корабле в виде гитары“». Оригинальное изображение, с гитарой в виде космического корабля, было создано Полой Шер в 1976 году. Иллюстратором обложки выступил Роджер Хьюссен (по заказу Epic Records), при участии Джерарда Уэрты, создавшего для неё шрифт.

## Выпуск
Альбом был выпущен на лейбле Epic Records 25 августа 1976 года. Мало кто из экспертов музыкальной индустрии предполагал, что гитарный хард-роковый альбом сможет сильно повлиять на чарты, не говоря уже о том, чтобы стать самым продаваемым дебютом всех времен. «Все думали, что это невозможно, потому что в то время в радиоэфире царствовала музыка жанра диско, — вспоминал Том Шольц. — Но мы наткнулись на звук, который сработал, и вскоре все стали ему подражать». Альбом произвёл фурор на радио Кливленда, и на следующей неделе он попал в постоянную ротацию ещё 392 станций. Если бы пластинка провалилась, Шольц, которому на то момент было 29 лет, планировал отказаться от своей рок-н-ролльной мечты; он подстраховался на случай неудачи и поэтому всё ещё работал в Polaroid в течение первых нескольких недель после её релиза. Музыкант довольно пессимистично относился к успеху альбома, пока тот не разошёлся тиражом в 200 000 экземпляров. «Внезапно я осознал, что занимаюсь музыкальным бизнесом, — вспоминал музыкант в интервью Rolling Stone. — Я узнал о цифрах продаж, по-прежнему работая в Polaroid. Было нелегко оставаться там ещё две недели». Boston был хорошо принят критиками; так, обозреватель Rolling Stone писал, что «близость группы к тяжёлому рок-н-роллу даёт ощущение динамики, которая магнетически сплетается со сложными прогрессивными структурами».
Альбом получил золотую сертификацию спустя два месяца после своего релиза. В течение следующих 30 дней было продано ещё 500 000 его копий — тем самым обеспечив записи «платиновый» статус в ноябре 1976 года. К январю 1977 года дебютный диск Boston разошёлся тиражом в два миллиона копий, что сделало его одним из самых быстро продаваемых музыкальных дебютов в истории рок-музыки. «More Than a Feeling» стал хитом как на AM-радиостанциях (с удалённым вторым куплетом, для уменьшения хронометража), так и в FM-диапазоне т. н. «AOR-жанра» (со вторым куплетом, оставленным нетронутым). «Я всё ещё был сотрудником Polaroid, когда впервые услышал по радио „More Than a Feeling“, — вспоминал Том Шольц. — Я слушал чужое радио. В первую же неделю релиза альбом проявил себя лучше, чем я ожидал». Боссы Epic Records были очень довольны своим новым приобретением — Boston и ещё одна их новая группа, Wild Cherry, были одними из самых успешных исполнителей лейбла в 1976 году. Коллектив получил несколько наград, включая номинацию на премию «Грэмми» в категории «Личший новый исполнитель». К декабрю 1977 года общие продажи альбома на виниле, 8-треках и аудиокассетах составили более 6 миллионов копий. По популярности Boston уже мог составить конкуренцию таким признанным звёздам, как Питер Фрэмптон, Fleetwood Mac и Стиви Уандер.
К 1986 году тираж альбома в США составил более девяти миллионов копий, а в 1990 году у себя на родине Boston получил «бриллиантовый» статус. К ноябрю 2003 года альбом был сертифицирован Американской ассоциацией звукозаписывающей индустрии как проданный тиражом в 17 млн экземпляров. В свою очередь, общемировые продажи лонгплея превысили 20 млн экземпляров. Boston занимает второе место среди самых коммерчески успешных дебютных альбомов в истории американской звукозаписывающей индустрии, уступая лишь пластинке Appetite for Destruction группы Guns N’ Roses. Он также стал восьмым по счёту самым продаваемымым альбомом на территории США. В 2006 году Шольц лично отреставрировал запись, выпустив её полностью ремастированную, обновлённую версию вместе со вторым альбомом Boston, Don’t Look Back (1978).

## Отзывы критиков
| Оценки критиков               | Оценки критиков |
| Источник                      | Оценка          |
| ----------------------------- | --------------- |
| AllMusic                      | [ 16 ]          |
| Encyclopedia of Popular Music | [ 17 ]          |
| PopMatters                    | [ 18 ]          |

Альбом был высоко оценён представителями музыкальной прессы. «Почти каждую песню с дебютной пластинки Boston всё ещё можно услышать на классическом рок-радио десятилетия спустя» — писал в своём обзоре Вик Айенгар из AllMusic, оценивший пластинку в 4.5 балла из 5. Своей работой «гитарный волшебник» Том Шольц фактически изобрёл понятие «стадионный рок» задолго до того, как был придуман сам термин, продолжал рецензент, подытожив статью словами: «Boston важен для любого поклонника классического рока, и альбом знаменует собой возрождение этого жанра в 1970-х годах». Назвавший лонгплей одной из лучших записей всех времён публицист онлайн-издания Observer Тим Соммер описывал пластинку как «абсолютное сокровище мелодии и архитектуры». «В ней есть непосредственность поп-музыки, — писал рецензент, — но также и нарочитая замысловатость прог-рока. В ней присутствует чуткость калифорнийского попа к рьяным сладкозвучным гармониям, но в то же время она содержит в себе один из самых тяжёлых и запоминающихся гитарных риффов на планете». Соммер также особо отметил продюсерскую деятельность Шольца, назвав альбом вершиной утраченного искусства кустарной записи: «До повсеместного распространения компьютерных технологий материал записывался с помощью огромных консолей, а входные данные подавались на гигантские катушечные машины; это привело к выдающимся достижениям в области терпения, координации, воображения, таинственности и счастливого случая. Кустарная запись отсылает к временам, когда синхронизация между исполнителем и песней, инструментом, консолью, и магнитофоном должна была быть настолько тщательной, точной и изобретательной, что практически, если не буквально, находилась на уровне лучших мастеров эпохи Возрождения». Речь идёт не «просто» о записи великих музыкантов или о создании отличных аранжировок (как, скажем, Джордж Мартин сделал с The Beatles или Брайан Уилсон с Beach Boys) — продолжал автор; речь идёт об использовании звукозаписывающей студии с оборудованием 1970-х годов для создания поп-эквивалента «Купола Брунеллески». Соммер подытожил рецензию словами: «Boston — это всё неправильное и правильное первой половины 1970-х, когда он был экстатическим, святым, затёртым до дыр, привлекательным и вневременным, так никем и неповторимым и неподражаемым».
Boston характеризовался поворотным моментом в переходе мейнстримного американского рока от прото-метала, базирующемся на блюзе, к пауэр-попу, «сочетая в себе некоторый энтузиазм раннего периода рок-эры с точностью и технологичностью, которые станут отличительной чертой продюсирования рок-записей впоследствии». Все восемь песен альбома — особенно с его первой стороны — попали в постоянную ротацию классического рок-радио. Успех пластинки положил начало новой волне «продюсерского» рока. В связи с популярностью альбома его звучанию стали подражать ряд других ведущих рок-групп того времени. Некоторые из продюсерских решений, студийных приёмов, а также звукозаписывающих находок, попавших в альбом, станут золотым стандартом на годы вперёд. Лонгплей занял 43-е место в списке «Definitive 200» Зала славы рок-н-ролла, а также был включён в популярный альманах «1001 альбом, который вы должны услышать прежде чем умереть»: 
Альбом был построен по формуле рок-групп Cream и Led Zeppelin, он изобилует мелодическими рок-песнями, солирующими гитарами, мощными ритмами и сентиментальным многоуровневым вокалом Брэда Делпа. Синтезаторов не было, тем не менее трек „Foreplay“ столь же соответствует эре космических полётов, сколь и обложка, вдохновлённая НЛО. „Ходили слухи, что я написал весь первый альбом с помощью компьютерной программы“, — вспоминал звукорежиссёр и продюсер записи Том Шольц. […] После празднования двухсотлетия независимости США Шольц и его группа в декабре 1976 года выпустили лучший рождественский подарок любителям софт-рока.
.

## Список композиций
| №  | Название              | Автор(ы)  | Длительность |
| -- | --------------------- | --------- | ------------ |
| 1. | «More Than a Feeling» | Том Шольц | 4:46         |
| 2. | «Peace of Mind»       | Том Шольц | 5:02         |
| 3. | «Foreplay/Long Time»  | Том Шольц | 7:47         |

| №  | Название                       | Автор(ы)             | Длительность |
| -- | ------------------------------ | -------------------- | ------------ |
| 4. | «Rock & Roll Band»             | Том Шольц            | 3:00         |
| 5. | «Smokin’»                      | Брэд Делп, Том Шольц | 4:20         |
| 6. | «Hitch a Ride»                 | Том Шольц            | 4:12         |
| 7. | «Something About You»          | Том Шольц            | 3:48         |
| 8. | «Let Me Take You Home Tonight» | Брэд Делп            | 4:44         |

## Участники записи
'Примечания к переизданию альбома 2006 года.

| Musicians - Том Шольц — электрогитара, соло-гитара, акустическая гитара, клавинет, орган, бас-гитара, идея дизайна обложки, ремастеринг, примечания к альбому, продюсирование, звукорежиссёр - Брэд Делп — ведущий вокал и вокальные гармонии; акустическая гитара (в композиции «Let Me Take You Home Tonight») - Сиб Хашьян — ударные (все композиции, кроме «Rock & Roll Band») - Джим Масдеа — ударные (в композиции «Rock & Roll Band») - Барри Гудро — ритм-гитара, соло-гитара (в композициях «Foreplay/Long Time» и «Let Me Take You Home Tonight») - Фрэн Шиэн — бас-гитара (в композициях «Foreplay» и «Let Me Take You Home Tonight») | Технический персонал - Джон Бойлан — продюсер - Уоррен Дьюи — звукорежиссёр - Дени Кинг, Брюс Хенсель, Дуг Райдер — помощники звукорежиссёра - Стив Ходж — ассистент по микшированию - Тоби Маунтин, Билл Райан — ремастеринг - Том «Кудряшка» Рафф — цифровая дистрибуция Дополнительный персонал - Пол Ахерн, Чарльз Маккензи — менеджмент - Ким Харт — консультации по дизайну - Джефф Альбертсон, Рон Паунолл — фотографии - Гэри Пил — редактирование изображений - Роджер Хьюссен — иллюстрирование обложки - Джоэл Циммерман — дизайн переиздания |